# 1099 (عدد)
ألف وتسعة وتسعون 1099 هو عدد صحيح، يلي العدد 1098 ويسبق العدد 1100.

## في الرياضيات

### خصائص
- عدد طبيعي.[3]
- عدد فردي.[4][5]
- عدد موجب،[6] السالب منه هو -1099.[7]

## في التاريخ
- 1099 هـ هي سنة في التقويم الهجري.
- هي سنة 1099 م في التقويم الميلادي.

## وصلات خارجية
الأعداد الصاتمة، ديوان اللغة العربية.